# Tommy Kearns
Thomas Francis "Tommy" Kearns Jr. (nacido el 6 de octubre de 1936 en Nueva York, Nueva York) es un exjugador de baloncesto estadounidense que disputó un partido en la NBA. Con 1,80 metros de estatura, jugaba en la posición de base.

## Trayectoria deportiva

### Universidad
Jugó durante tres temporadas con los Tar Heels de la Universidad de Carolina del Norte en Chapel Hill, en las que promedió 11,6 puntos y 3,0 rebotes por partido. en sus dos últimas temporadas fue incluido en el mejor quinteto de la Atlantic Coast Conference, y en 1958 fue además incluido en el tercer equipo All-America.
En 1957 se proclamó junto a su equipo campeón de la NCAA tras derrotar a Kansas en la final, tras tres prórrogas por 54-53. Kearns jugó un papel decisivo en dicha final, ya que anotó un tiro libre que forzaba la primera prórroga, y, acabando la tercera, cortó un pase dirigido a Wilt Chamberlain que hubiese supuesto una canasta fácil y una victoria para Kansas.

### Profesional
Fue elegido en la trigésima posición del Draft de la NBA de 1958 por Syracuse Nationals, pero únicamente llegó a disputar un partido, anotando 2 puntos en 7 minutos de juego. Se retiró del baloncesto, convirtiéndose en ejecutivo de cuentas de la firma Merrill Lynch.

## Estadísticas de su carrera en la NBA

### Temporada regular
| Temporada | Edad | Equipo             | Liga | P | TIT | MIN | TC  | TCA | %TC   | 3P | 3PA | %3P | TL  | TLA | %TL | R.OF. | R.DEF. | REB | ASIS | ROB | TAP | PER | FP  | PTS |
| 1958-59   | 22   | Syracuse Nationals | NBA  | 1 |     | 7.0 | 1.0 | 1.0 | 1.000 |    |     |     | 0.0 | 0.0 |     |       |        | 0.0 | 0.0  |     |     |     | 1.0 | 2.0 |
| Total     |      |                    | NBA  | 1 |     | 7.0 | 1.0 | 1.0 | 1.000 |    |     |     | 0.0 | 0.0 |     |       |        | 0.0 | 0.0  |     |     |     | 1.0 | 2.0 |